# Sultanato di Yafa Inferiore
Lo Yafa Inferiore o Yafa'i Inferiore (in arabo: يافع السفلى Yafi 'come-Suflá ), ufficialmente Sultanato di Yafa Inferiore (in arabo: سلطنة يافع السفلى Salṭanat Yāfi‘ as-Suflá), fu uno stato del Protettorato di Aden.
Yafa Inferiore fu governata dalla dinastia Al Afifi e la sua capitale era Jaʿār. Questo ex sultanato è ora parte dello Yemen.

## Storia

### Yafa e l'Impero Himyarite
Yafa era sede dell'antica dinastia Himyarite, che durò dal 110 a.C. al 632, quando venne completamente integrato nel Califfato dei Rashidun.
La tribù Yafai era tradizionalmente divisa in dieci sceiccati, di cui cinque nello Yafa Inferiore e gli altri cinque nello Yafa Superiore. Questi sceiccati erano affidati a rami minori della famiglia e a famiglie imparentate.

### Tempi moderni
Nel 1895, fu firmato un trattato di protezione tra il Regno Unito e il Sultano di Yafa Inferiore.
Yafa Inferiore includeva alcune aree fertili di Abyan appartenenti alle sceiccati di Al Saadi, Yaher, Kalad, Thi Nakheb e Yazidi. La sua capitale era l'antica residenza dei sultani Banu Afif. Era attiva anche una seconda capitale, Al Qara, dove si trovava un palazzo pittoresco, il rifugio di montagna del sultano.
Fu uno dei membri fondatori della Federazione degli Emirati Arabi del Sud nel 1959 e dell'entità che la seguì, la Federazione dell'Arabia Meridionale, nel 1963. Il suo ultimo sultano, Mahmud ibn Aidrūs Al Afifi, venne deposto e il suo stato abolito nel 1967 alla fondazione della Repubblica Democratica Popolare dello Yemen. Alla lo fine lo Yemen del Sud si unì con lo Yemen del Nord nel 1990 per formare l'attuale Yemen.